# Municipio de Köping
Köping (en sueco: Köpings kommun) es un municipio de la provincia de Västmanland, Suecia. Su sede se encuentra en la ciudad de Köping. El municipio actual se creó en 1971 cuando la antigua ciudad de Köping se fusionó con los municipios de Kolsva, Medåker y Munktorp.

## Localidades
Hay tres áreas urbanas (tätort) en el municipio:
| # | Tätort   | Población |
| - | -------- | --------- |
| 1 | Köping   | 18 887    |
| 2 | Kolsva   | 2585      |
| 3 | Munktorp | 454       |